# Marceau Pivert

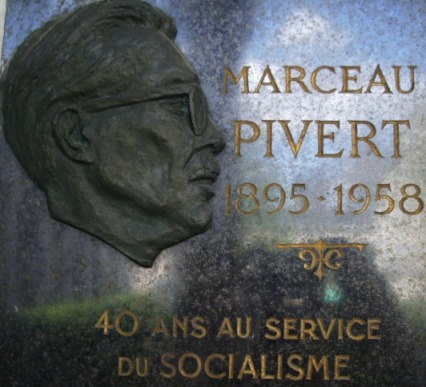
Tablica nagrobna Marceau Piverta

Marceau Pivert (ur. 2 października 1895, zm. 3 czerwca 1958) – francuski polityk, socjalista; przywódca lewego skrzydła SFIO, minister w rządzie Leona Bluma.
Pochodził z rodziny drobnomieszczańskiej. Brał udział w I wojnie światowej, w czasie której mocno ucierpiał w czasie jednego z ataków gazowych. Po hospitalizacji został zwolniony ze służby w 1917. Po wojnie przystąpił do Ligi Obrony Praw Człowieka (Ligue française pour la défense des droits de l'Homme et du citoyen) oraz wolonomularstwa. W 1924 wstąpił do SFIO, przyczyniając się do rozwoju tej partii na terenie Paryża.
Należał do ruchu Jeana Żyromskiego "bataille socialiste" (walka socjalistyczna) i zasiadał od 1933 we władzach SFIO. W latach 30. był uważany za jednego z przywódców skrajnie lewicowej frakcji tej partii. W 1934 przyczynił się do zakładania bojówek socjalistycznych oraz powołania frontu jedności organizacji robotniczych. Zaangażował się w utworzenie rządu Frontu Ludowego Leona Bluma. Otrzymał tekę ministra prasy, radia i kina. W styczniu 1937 wystąpił z rządu i popadł też w konflikt z macierzystą partią SFIO. W lipcu 1938 założył własne ugrupowanie PSOP (Parti Socialiste Ouvrier et Paysan). Zaliczał się do zagorzałych marksistów. Mimo to był krytykowany przez Lwa Trockiego.
Po wybuchu II wojny światowej przebywał w Meksyku, razem z Julianem Gorkinem, Victorem Serge oraz Gustavem Reglerem. Wrócił do Francji w 1946 i na nowo wstąpił do SFIO, włączając się w debatę na temat niepodległości Algierii.